# Adversus haereses

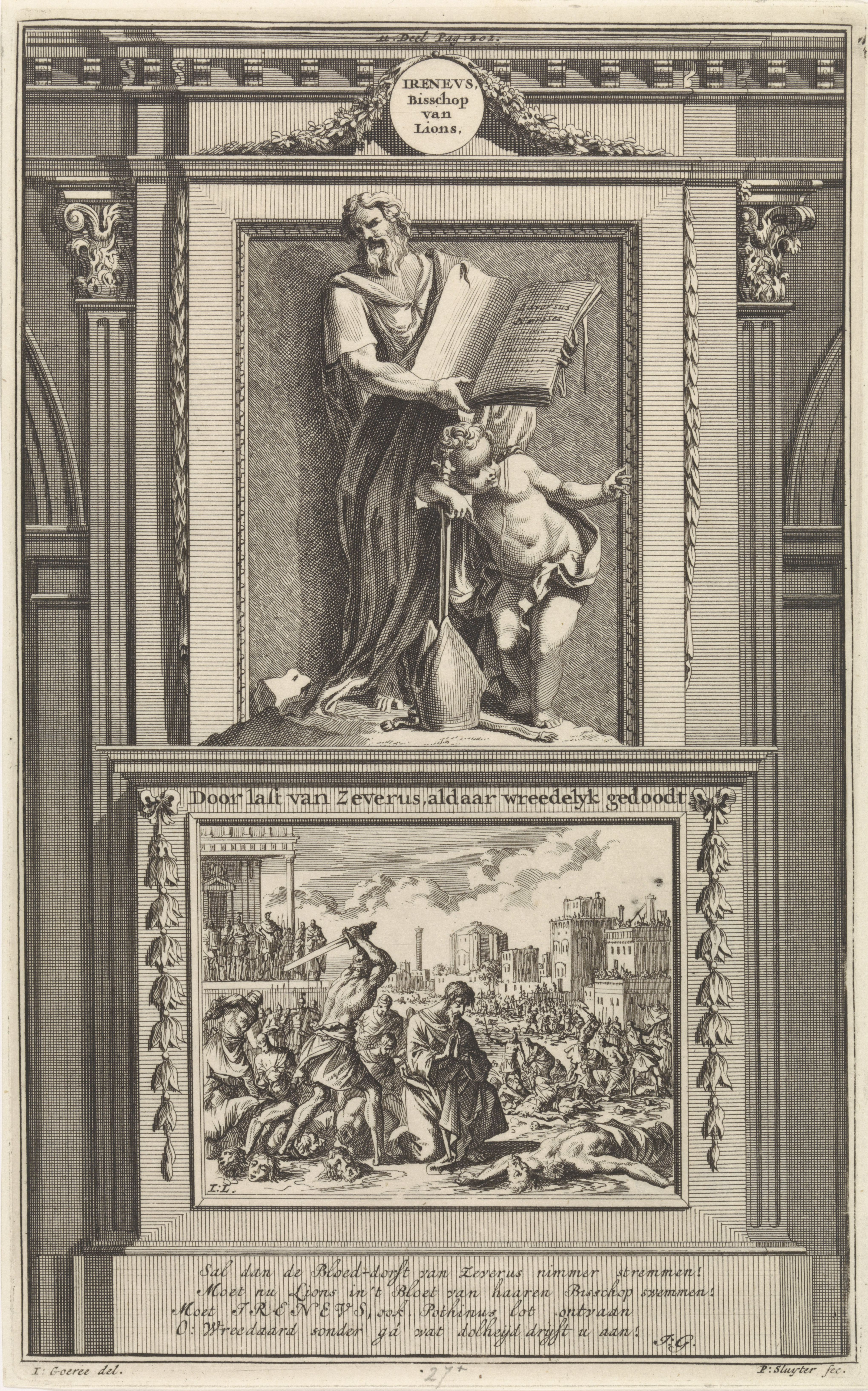
Św. Ireneusz z Adversus hæreses w rękach, rycina z XVII wieku w zbiorach holenderskiego muzeum narodowego

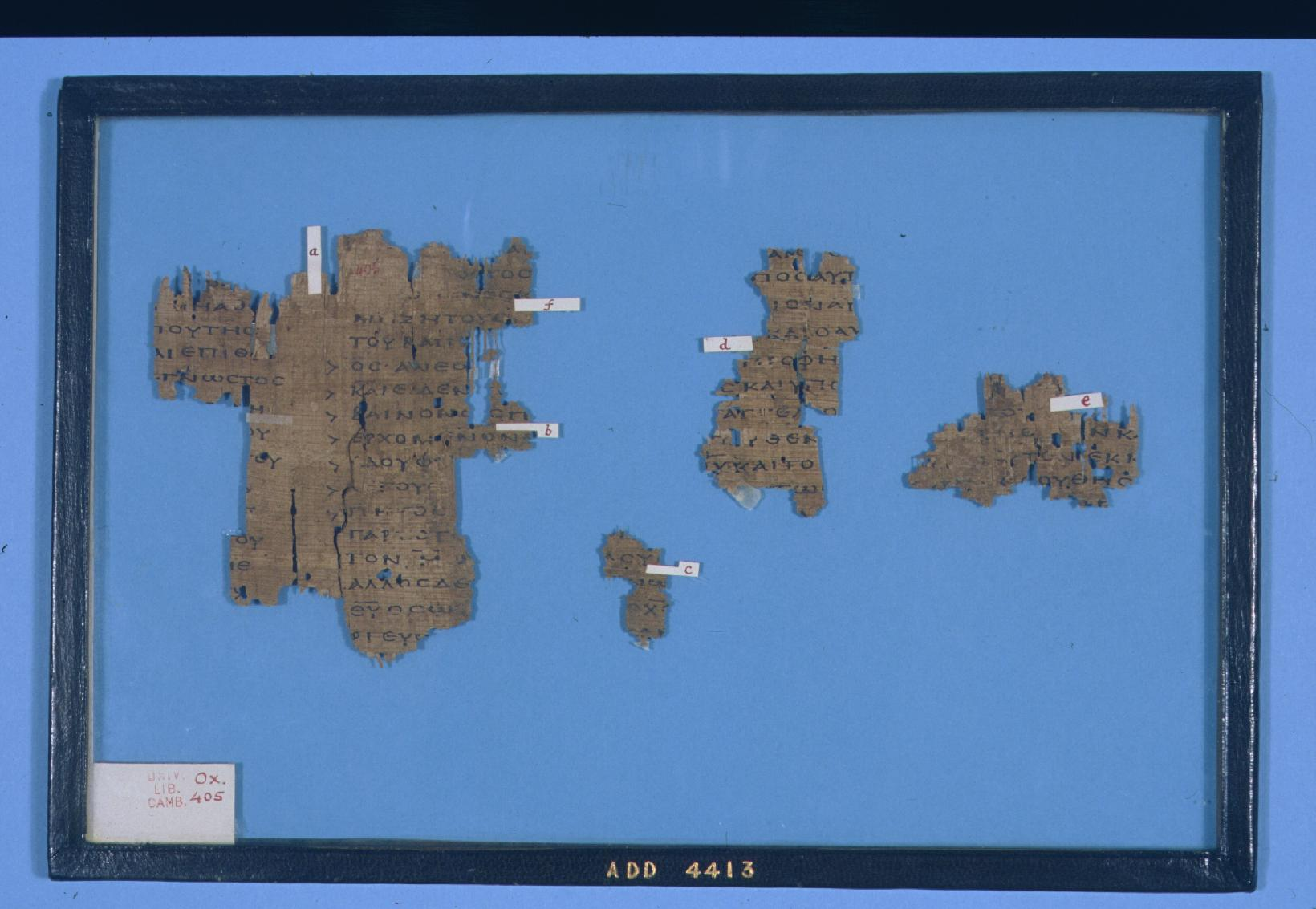
Fragmenty tekstu pochodzące z ok. 200 r. w zbiorach Biblioteki Uniwersytetu w Cambridge

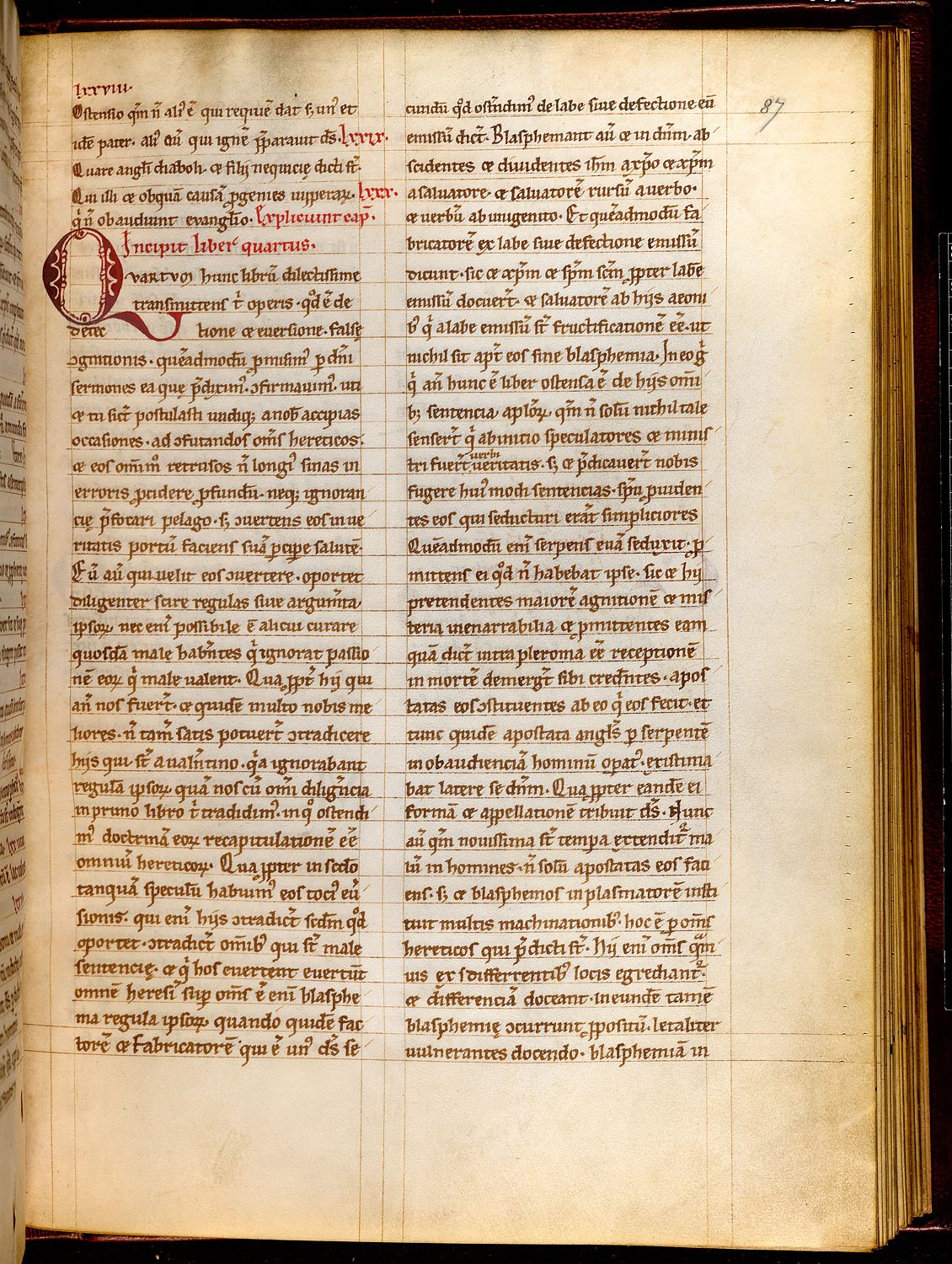
Rękopis łaciński z drugiej połowy XII wieku w zbiorach Biblioteki Brytyjskiej

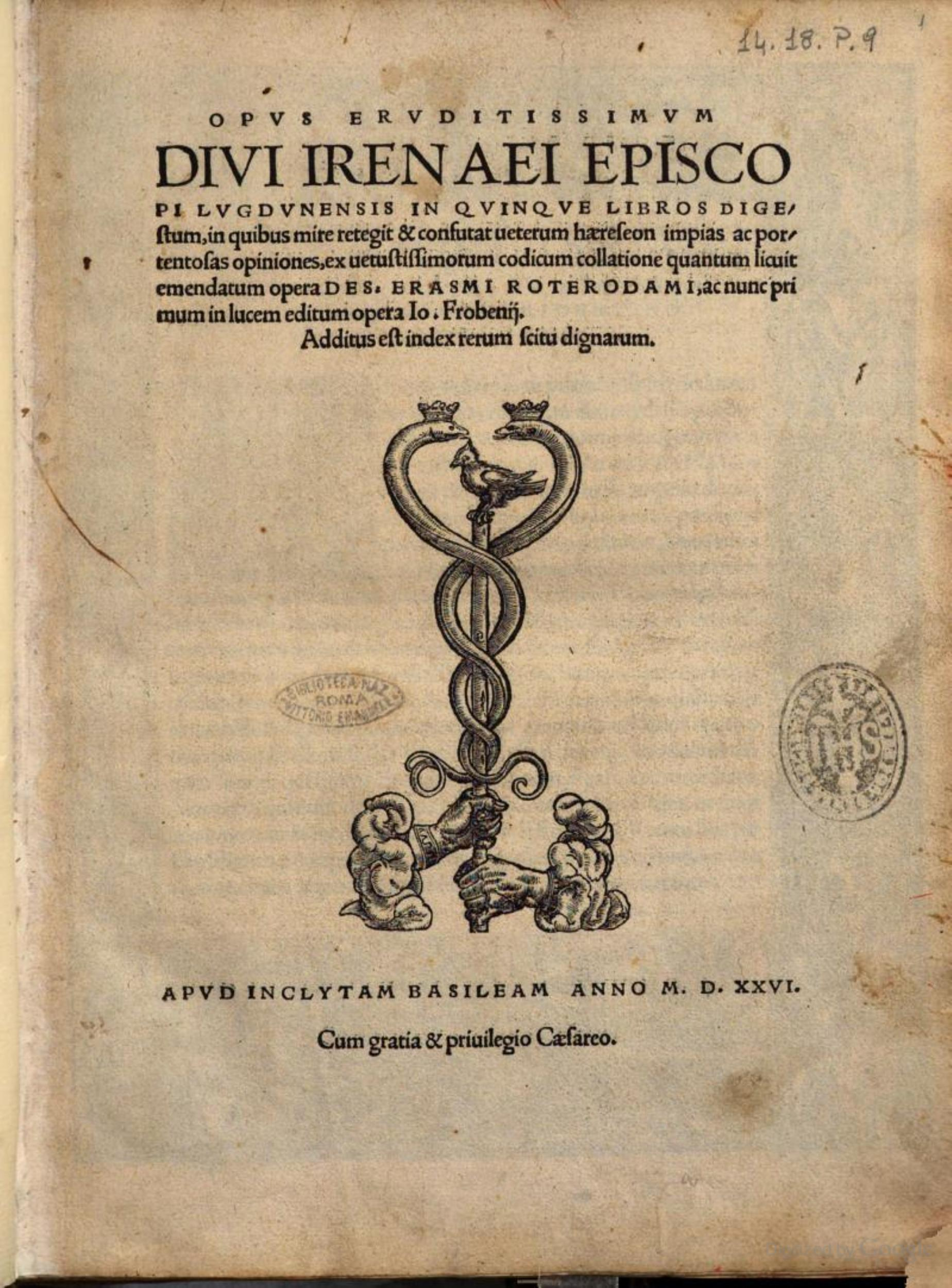
Strona tytułowa drukowanego wydania Erazma z 1526 roku z sygnetem drukarskim Frobeniusza, rzymska biblioteka narodowa

Adversus haereses (pol. Przeciwko herezjom, tytuł właściwy: Zdemaskowanie i odparcie fałszywej wiedzy, stgr. Ἔλεγχος καὶ ἀνατροπὴ τῆς ψευδωνύμου γνώσεως, trb. Elenchos kai anatrope tes pseudonymou gnoses) – traktat apologetyczny Ireneusza z Lyonu napisany ok. 180 r. Pierwsza obszerna polemika z gnostycyzmem dokonana z pozycji chrześcijańskiej. Dzieło zostało przełożone na język łaciński, syryjski i ormiański. 

## Geneza
Pośrednią przyczyną powstania dzieła miało być spotkanie, do jakiego doszło w Rzymie między Ireneuszem a jego przyjacielem, który tak jak on był w przeszłości uczniem Polikarpa, a który, jak zauważył Ireneusz, pozostawał pod wpływami herezji walentynian. To między innymi to wydarzenie miało zaowocować w przyszłości decyzją o napisaniu traktatu, opisującego wielonurtowy gnostycyzm w celu jego pogrążenia.
Do powstania traktatu dochodzi przy upowszechnianiu się gnostycyzmu w pobliżu Lugdunum (współcześnie Lyon we Francji), którego Ireneusz był wówczas biskupem. Ireneusz zaczynając pisać swój traktat, podjął się tym samym ujawnienia wielu wierzeń gnostyckich, będących dotychczas przedmiotem tajemnicy. Czyni to pisząc do przyjaciela pragnącego poznać nauki gnostyckie oraz argumenty przeciwko nim, po tym jak biskup sam przestudiował pisemne przekazy uczniów Walentyna oraz zgłębił ich doktrynę.

## Powstanie i wydanie
Dokładny okres, w którym Ireneusz tworzy swoje dzieło, nie jest znany. Wiadomo jednak, że Księga Trzecia została napisana w latach 174-189 podczas pontyfikatu papieża Eleutera, o którym autor w niej wspomina. Biskup Lugdunum znajdującego się w zachodniej części cesarstwa pisze w języku greckim. Tekst oryginalny nie zachował się, ale znane są dwa greckie fragmenty bezpośrednio z nim związane. Z IV w. pochodzi natomiast Panarion Epifaniusza, w którym pisarz częściowo bazuje na Adversus hæreses, jak również używa cytatów z trzeciej i czwartej księgi pracy Ireneusza. Pierwsza zachowana całościowa wersja utworu pochodzi z V w. i jest ona łacińskim tłumaczeniem. Znane jest także fragmentaryczne, szóstowieczne tłumaczenie armeńskie, obejmujące czwartą i piątą księgę. Zachowały się także fragmenty przekładu na język syryjski. 
Renesansowego drukowanego pierwszego wydania traktatu w 1526 r. dokonał Erazm z Rotterdamu. Wydanie to nie było jednak kompletne, bowiem brakowało mu pięciu ostatnich rozdziałów. Znalazły się one w wydaniu franciszkana François Feuardent'a, opublikowanym niemal pół wieku później. Do istotnych publikacji należy także wersja wydana w 1702 r. przez Johna Grabe'a w Oxfordzie oraz wersja paryska z 1712 r., wydawnictwa francuskiego benedyktyna René Massuet'a. Ta ostatnia została dodrukowywana po parunastu latach w Wenecji oraz w 1857 r. ponownie w Paryżu przez x. Jacques'a Paula Mignego. W dziewiętnastym wieku powstała wersja niemiecka oraz kolejna angielska x. Williama Harveya, która bazując na ówczesnych odkryciach tekstu greckiego, dodaje i koryguje kolejne treści. Po odnalezieniu wspomnianego przekładu dwóch ostatnich ksiąg w języku armeńskim, zostaje on opublikowany w 1910 r.
Do współczesnych wydań krytycznych należą wersje: włoska, niemiecka oraz francuska (Sources Chrétiennes), jak również polska, wydawnictwa „Bernardinum” z 2018 r., z przedmową abpa Sławoja Leszka Głódzia.

## Układ i treść
- Księga Pierwsza zawiera szeroki opis wierzeń gnostyków. Znajduje się w niej wytłumaczenie podstawowych terminów używanych przez naśladowców twórcy walentynianizmu. Do takich należą pojęcia pogrupowanej Pleromy i wchodzących w jej skład zhierarchizowanych trzydziestu Eonów, o imionach takich jak Życie (stgr. Zoe) czy Cisza (Sige). Biskup przedstawia gnostyckie przekonania o istnieniu Praojca (Bythosa) oraz innego, niedoskonałego Demiurga – niesamodzielnego stworzyciela świata poza Pleromą. Księga zawiera także opisy parunastu pomniejszych wariantów wierzeń gnostyckich, m.in.: kainitów, setian, ofitów, enkratytów, nikolaitów, marcjonitów oraz wykazy błędów Marka, Tacjana, Karpokratesa, Bazylidesa czy Szymona Maga, od którego jak pisze Ireneusz „biorą początek wszystkie herezje”, a o którym wspomina się w Dziejach Apostolskich. W księdze znajduje się przedstawienie różnych poglądów gnostyków na temat zbawienia i moralności, której zasady odrzucają. Ireneusz tłumaczy w niej także, w jaki sposób gnostycy dochodzą do swoich wierzeń, manipulując treścią Pisma Świętego. Autor zarzuca im dowolne tworzenie swoich teorii, na podstawie losowych fragmentów Biblii. Porównuje tę metodę do celowego ułożenia cytatów z Iliady i Odysei w taki sposób, aby używając słów ich autora, utworzyły one nowy, obcy mu przekaz. Ireneusz podejmuje się ich obalenia, poruszając się na gruncie systemu gnostyckiego i kwestionując jego wewnętrzną spójność.

- Księga Druga nosi tytuł: „Zdemaskowanie i obalenie ich doktryny”, a obok treści opisujących zaczynają w większej częstotliwości pojawiać się polemizujące. Biskup skupia się na wierzeniach walentynian i marcjonitów. Obok wytykania luk i niekonsekwencji w ich zbiorze, przedstawia także stanowisko Kościoła odnośnie do wspominanych w księdze kwestii. Stara się on ukazać, że wierzenia gnostyków mają charakter politeistyczny. Przedstawia przekonanie o tym, że znaczna ich część stanowi konglomerat opowieści i wypowiedzi starożytnych. Opis pochodzenia wszechrzeczy ma więc być odbiciem treści Teogonii – utworu greckiego komediopisarza Antyfanesa. Natomiast doktryna i pojęcia gnostyckie mają, mieć swoje źródło w treściach przekazanych przez: Homera, Talesa, Anaksymandra, Anaksagorasa, Demokryta, Epikura, Platona, Empedoklesa, Hezjoda i Arystotelesa.
- Księga Trzecia zostaje napisana w myśl kontynuacji udowadniania fałszywości gnostyckich tez na podstawie Pisma i Tradycji Apostolskiej. Jej centralnym punktem jest obrona nauki Kościoła odnośnie do jego własnego charakteru, odnośnie do źródeł poznania Boga, odnośnie do osoby Chrystusa i monoteizmu.
- Księga Czwarta dotyczy podobnych kwestii, które są argumentowane przez Ireneusza m.in. na podstawie interpretacji słów Jezusa. Objaśnia ponadto relację Starego Testamentu do Nowego i dotyka tematu teodycei. Odrzuca koncepcję człowieka dobrego lub złego z natury i broni jego wolnej woli.
- Księga Piąta ma w dużej mierze charakter eschatologiczny. Na podstawie przekonań o inkarnacji i zmartwychwstaniu Chrystusa, transsubstancjacji oraz Pism, podaje argumenty za przyszłym zmartwychwstaniem ciała w czasie Paruzji[2].

## Istotne kwestie
Ireneusz mówi o tym, że źródłem poznania prawdy jest Pismo oraz Tradycja (stgr. παράδοσις. łac. traditio), a więc zachowany ustny przekaz apostołów. Uczy o tym, że na straży jedności i prawdziwości wiary stoi w pierwszej kolejności sukcesja apostolska.
Szczególną uwagę zwraca na Tradycję przekazywaną przez biskupów Rzymu, napominając:

Jest bardzo ważne, wręcz konieczne, by z tym właśnie [rzymskim] Kościołem wszystkie pozostałe trwały w jedności [...] ze względu na jego prymat, ponieważ to w nim przechowywana jest Tradycja, pochodząca od apostołów.

Biskup Lyonu wymienia w tym wątku wszystkich (dwunastu) papieży, od przekazania przez apostołów władzy Linusowi, do współczesnego mu pontyfikatu Eleuteriusza.
Autor traktatu o „fałszywej gnozie” poświęca obszerną część trzeciej i czwartej księgi na udowadnianie  bóstwa Chrystusa, a więc i Jego preegzystencji. Argumentuje wcielenie  Syna Bożego za sprawą dziewiczego poczęcia, tłumaczy jego znaczenie.